# Vřesoviště

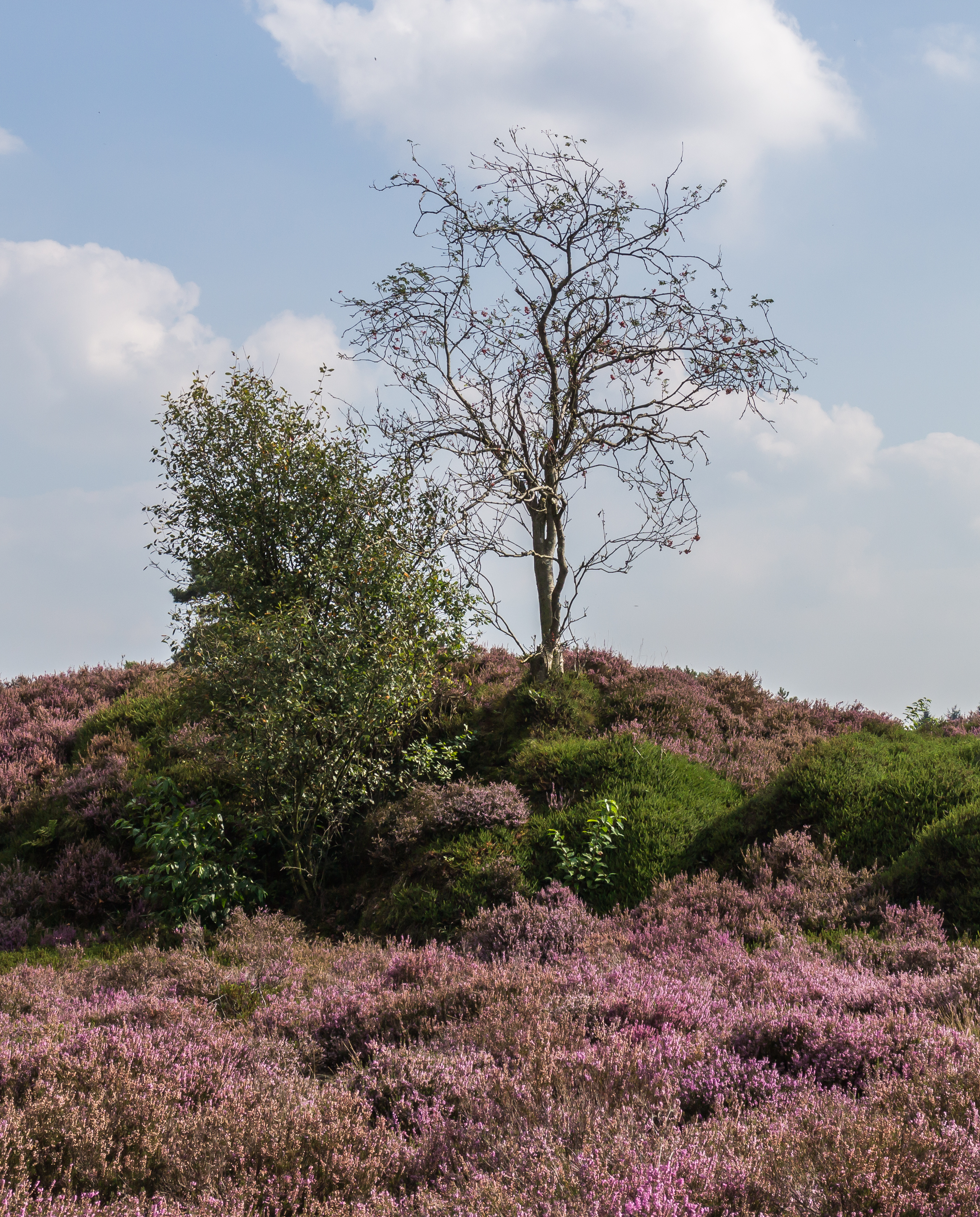
Vřesoviště v Nizozemsku

Vřesoviště je otevřený keřovitý biotop, který vzniká na neúrodných kyselých půdách. Jsou rozšířena po celém světě, v Austrálii, Jižní Africe, Kalifornii, na Nové Kaledonii, v Chile a ve Středozemí. Vyjma těchto rozlehlých celků se však vyskytují i na lokalitách roztroušených po celém světě, včetně České republiky. Český název je odvozen od vřesu (Calluna), který je velmi často dominantním druhem na vřesovištích. Vřesoviště je také prvek zahradní architektury používaný v sadovnické tvorbě.

## Charakteristika evropských vřesovišť
Větší část evropských vřesovišť vznikla sekundárně, tedy činností člověka, vykácením původních lesů (převážně acidofilních doubrav) a následným managementem pastvou, vypalováním či strháváním drnů. Půda, na níž rostou, bývá velmi kyselá a neúrodná, často písčitá, proto neudrží vodu. Stálezelené či poloopadavé keříčky mají na takto neproduktivním stanovišti konkurenční výhodu nad jinou vegetací v tom, že nemusí každý rok obnovovat své nadzemní části, oproti hemikryprofytům jsou však náchylnější na mráz. Největší druhové diverzity proto evropská vřesoviště dosahují v atlantické části kontinentu s mírnými zimami, tedy v západní Evropě a na Britských ostrovech. Zde jsou tvořena jak vřesovcovitými rostlinami vřesem obecným (Calluna vulgaris), několika druhy vřesovců (Erica, např. vřesovec čtyřřadý) nebo dabécií kantabrijskou, tak i žlutě kvetoucími bobovitými keři z rodů kručinka (Genista) a hlodáš (Ulex). Směrem na východ do nitra kontinentu ubývá oceanických druhů, kontinentální vřesoviště jsou zpravidla tvořena pouze vřesem, případně brusnicemi borůvkou a brusinkou. Častými doprovodnými dřevinami jsou jalovec obecný a borovice lesní, z bylin se vyskytují acidofilní trávy jako metlička křivolaká, tomka vonná, kostřava ovčí, z širokolistých rostlin jestřábník chlupáček, pavinec horský nebo hvozdík kartouzek. Po opuštění pastvy a ukončení obhospodařování dochází k obohacování vřesovišť živinami, což má za následek jejich zarůstání acidofilními trávníky a případně také sukcesi křovin a lesa.
Sukcesně stabilní primární vřesoviště lze najít například na místech silně ovlivněných větrem (vyfoukávané pobřežní pláně), na písčitých dunách, v alpínském vegetačním stupni hor nebo v arktické tundře. Zde se jedná o stanoviště, z nichž vítr vyfoukává v zimě sněhovou pokrývku, v létě pak půdní částice s živinami; výsledkem je výrazně ochuzené společenstvo s dominancí vřesu a různých keříčkovitých lišejníků.

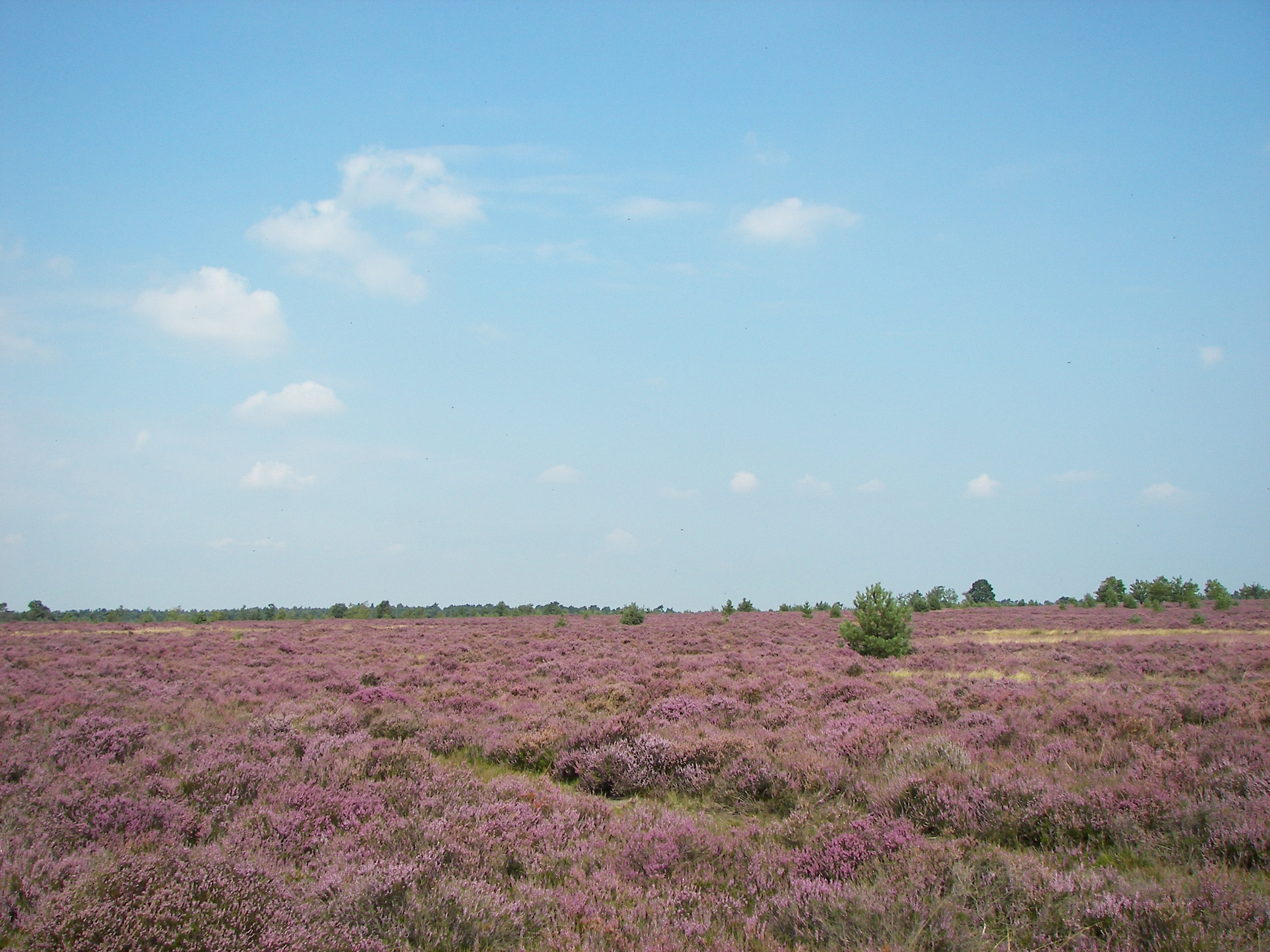
Lüneburské vřesoviště v Německu
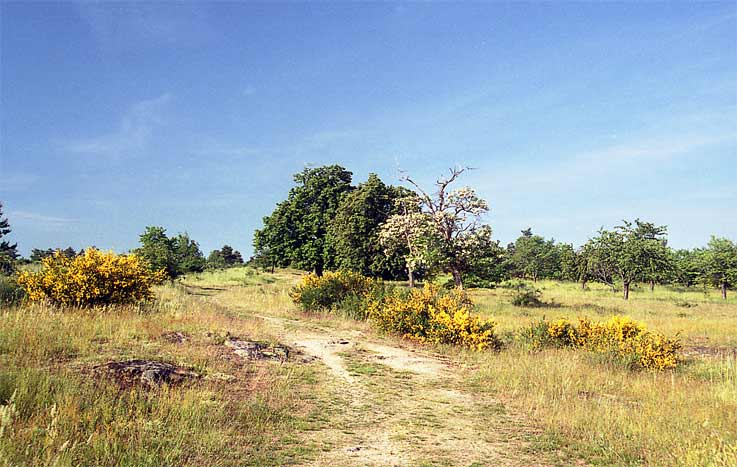
Havranické vřesoviště
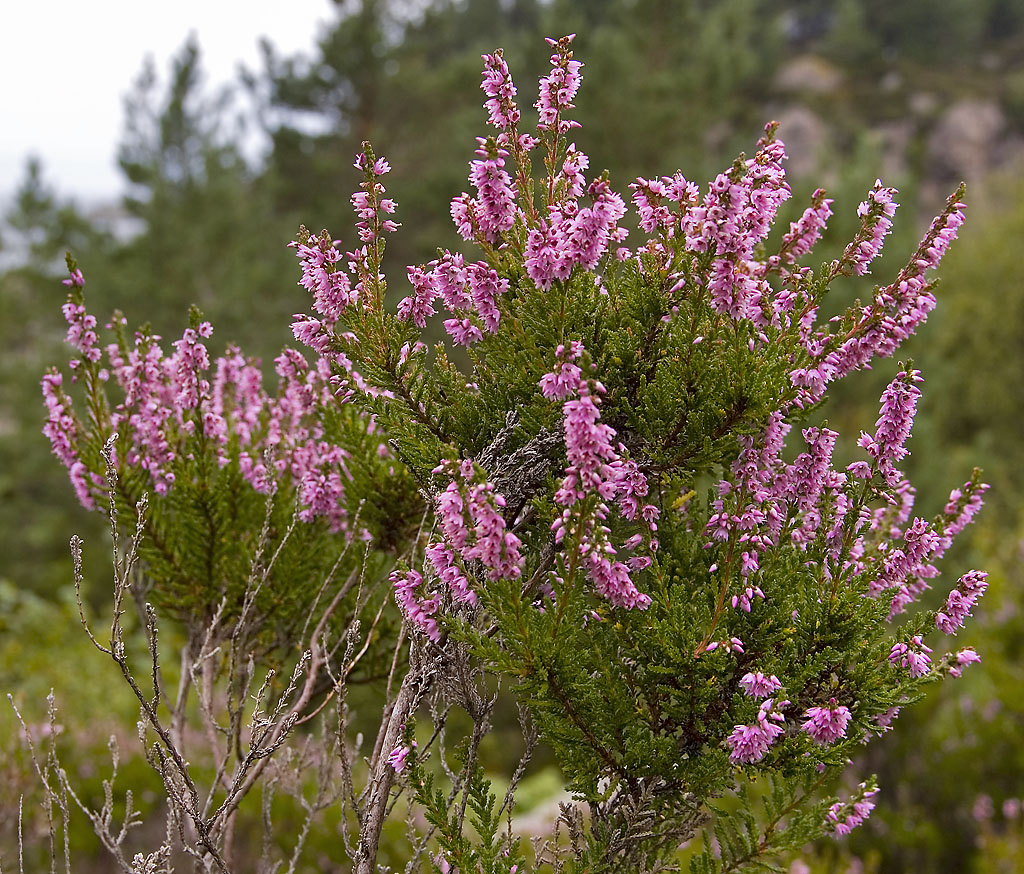
Dominantní složkou evropských vřesovišť je vřes obecný (Calluna vulgaris)
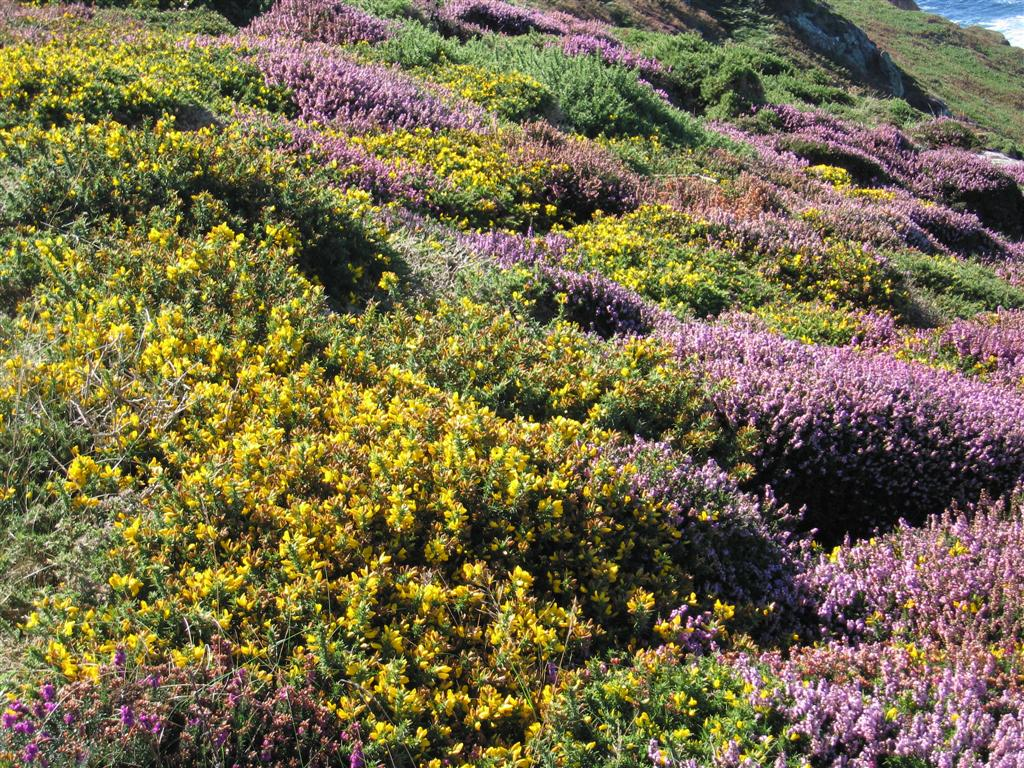
Pestré západoevropské vřesoviště
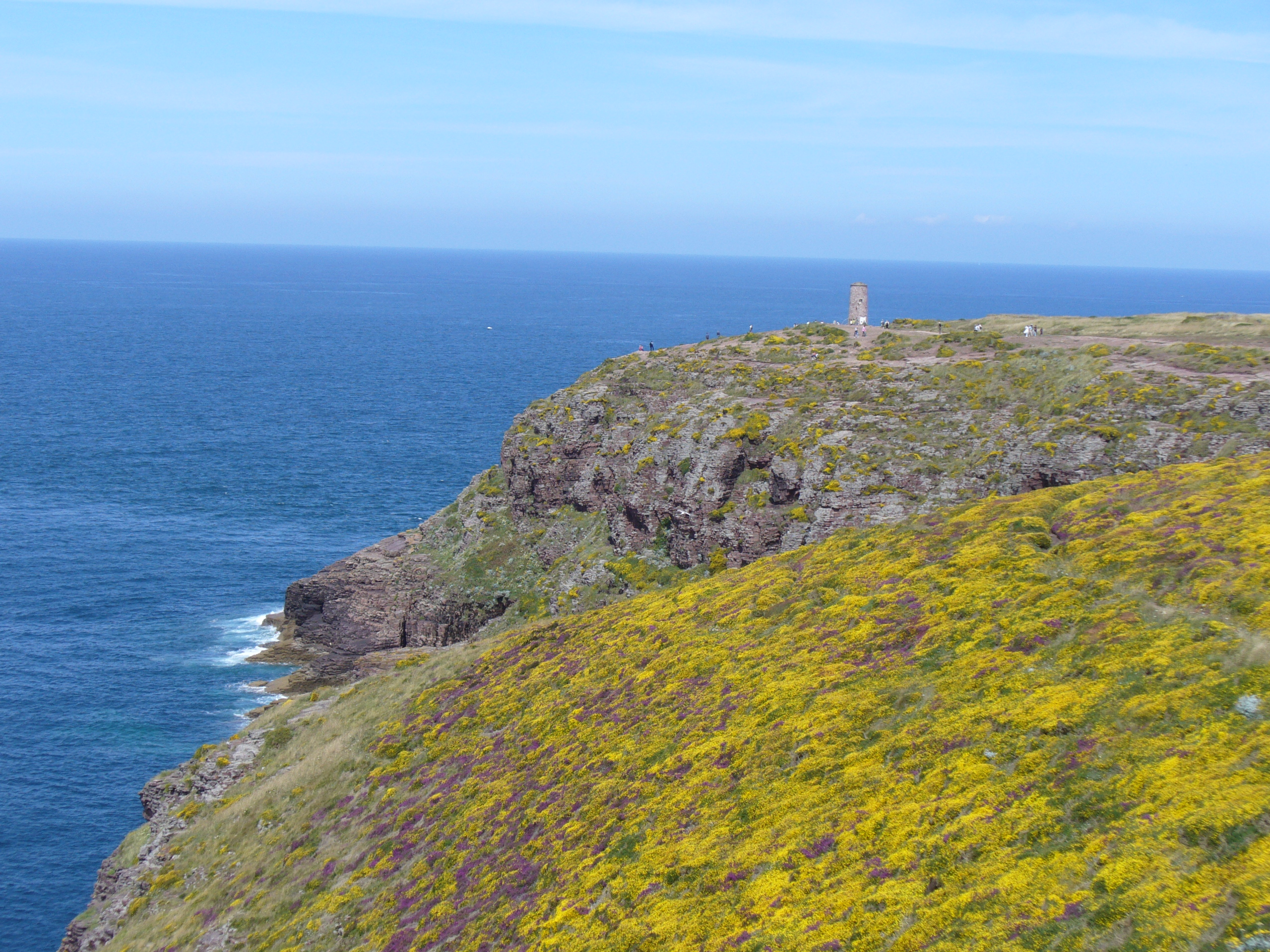
Nízké vřesoviště s hlodášem Ulex gallii v Bretani
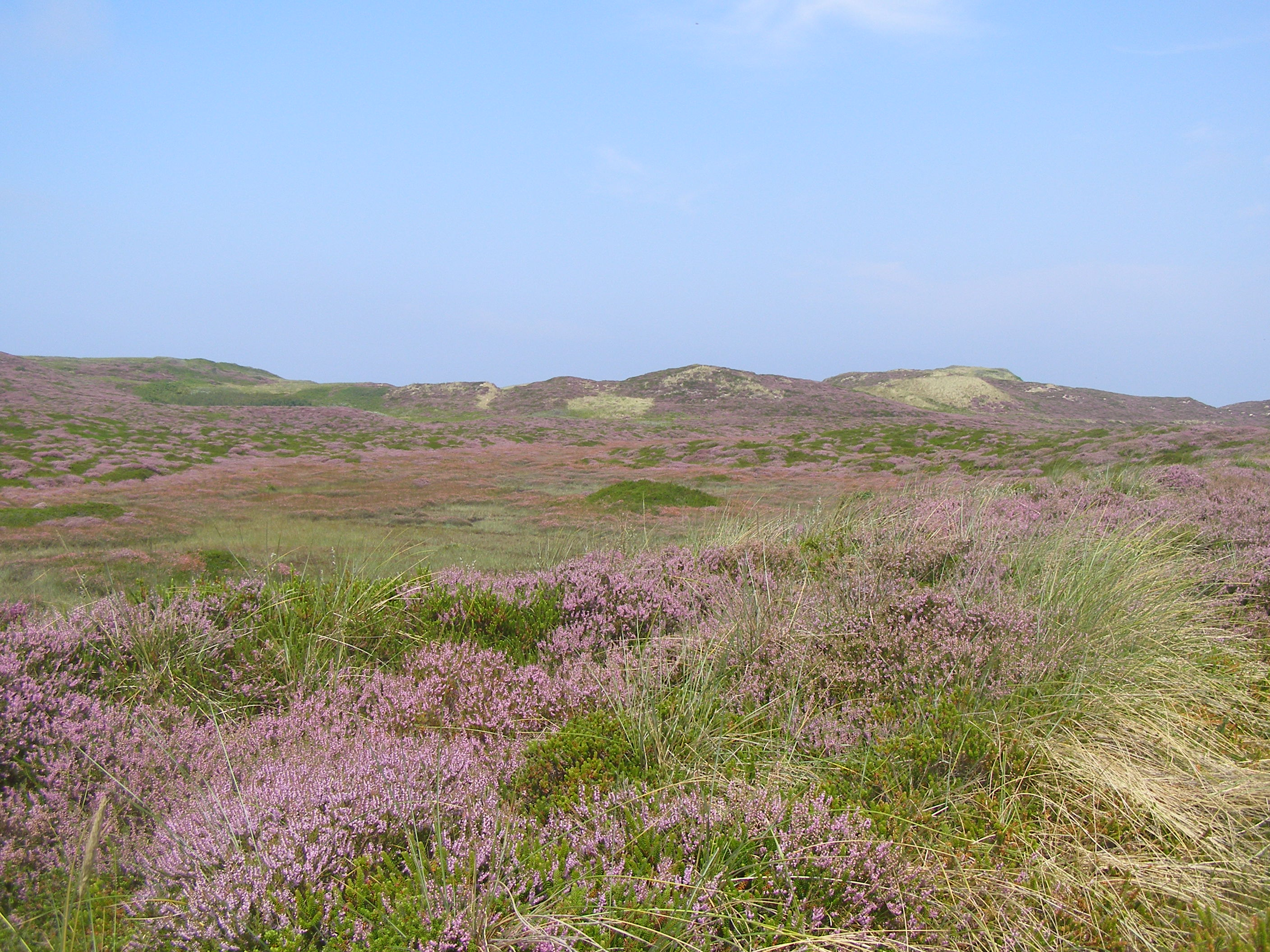
Vřesoviště na písečných dunách na německém Syltu